# Synagoge (Linz)

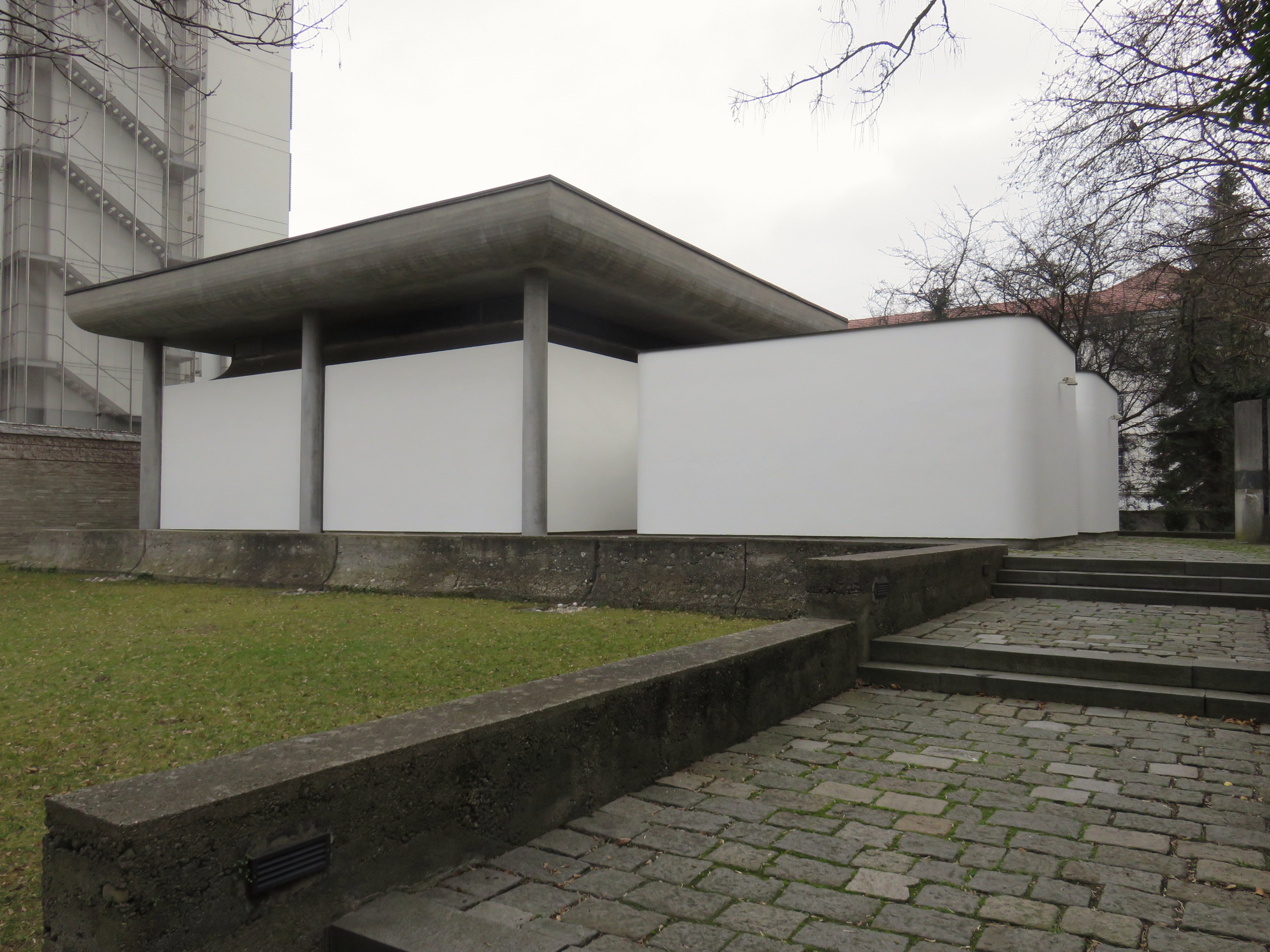
1968 errichteter Neubau der Linzer Synagoge (Ansicht 2016)

Die Linzer Synagoge ist ein jüdisches Gebetshaus in der Bethlehemstraße 26 im Rathausviertel von Linz. Sie untersteht der Israelitischen Kultusgemeinde Linz und wurde am 2. April 1968 eingeweiht.

## Geschichte

### Vorläufer

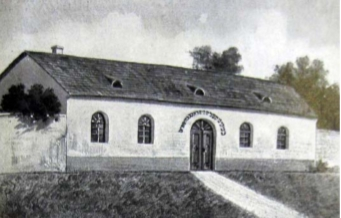
Bethaus in der Marienstraße (Ansicht 1877)

Obwohl bereits im Mittelalter eine jüdische Bevölkerung in Linz gegeben hatte, entstand eine eigene Kultusgemeinde erst wieder nach 1849. Vor allem aus der Gegend von Nürnberg und aus Böhmen und Mähren wanderten Juden in die Stadt ein. In der „Unteren Badgasse“ befand sich zu dieser Zeit ein eher provisorisches Bethaus. Ein weiteres Bethaus befand sich bis 1877 in der Marienstraße.

### 1. Synagoge (1877–1938)

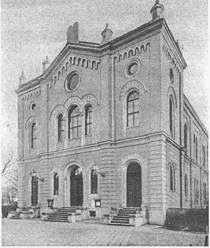
Die 1938 zerstörte erste Synagoge (Ansicht 1911)

Da die kleine jüdische Gemeinde seit der Mitte des 19. Jahrhunderts kontinuierlich wuchs  – ihre Mitgliederzahl erreichte in den 1920er Jahren einen Höchststand von knapp 1.000 Mitgliedern, die überwiegend im Stadtteil Urfahr lebte  –  entschloss man sich 1877 zum Bau einer eigenen  Synagoge in dem von dem Kasseler Architekten Albrecht Rosengarten für Synagogen kreierten historistischen bzw. neuromanischen Stil. Sie befand sich in der Bethlehemstraße im Rathausviertel und wurde am 10. Mai 1877 von Rabbiner Abraham Frank eingeweiht.
In der „Reichspogromnacht“ am 10. November 1938 wurde diese Synagoge ein Raub der Flammen, ihre Ruinen befanden sich bis 1967 auf dem Grundstück.

### 2. Synagoge (1968–heute)
Nach dem Ende der Zeit des Nationalsozialismus wurden überlebende Häftlinge des KZ Mauthausen bevorzugt in Linz untergebracht. So kam es bereits in den ersten Nachkriegsjahren zu einer Wiedergründung der Israelitischen Kultusgemeinde Linz.
1965 fasste die oberösterreichische Landesregierung den Beschluss, als Geste der Wiedergutmachung Beihilfe zum Bau einer neuen Synagoge zu leisten.
Diese wurde nach Plänen von Fritz Goffitzer im modernistischen Stil erbaut. Am 2. April 1968 wurde sie nach jüdischem Ritus eingeweiht und bietet seither der zwar kleinen, jedoch wachsenden Linzer Gemeinde ein würdiges Gotteshaus.